# Es Gomeles
Es Gomeles és una possessió del terme municipal de Campos, Mallorca al nord-est del municipi fent partió amb els termes de Llucmajor i Porreres. Per la part de tramuntana limita amb les possessions de Son Lluís i es Campot; pel llevant amb el camí vell de Campos a Porreres, amb els establits de Son Cabila (abans des Gomeles) i amb can Corem; pel migjorn amb els establits de Son Sala i Son Saleta; i pel ponent també amb Son Saleta i la possessió llucmajorera de Son Gabriela. Quant a la seva etimologia actualment és desconeguda, probablement fa referència al llinatge Gomila d'uns dels seus antics propietaris.
Es troba documentada el 1678 quan n'era propietari el senyor Antoni de Verí, batle reial de la ciutat i del regne de Mallorca. Era denominada Es Gomells. Tenia cases, actualment aglomedades amb les de Can Corem, i era dedicada al conreu de cereals i ramaderia ovina. El 1681 pertanyia a l'honor Jaume Mas i se n'havien renovat les cases, que tenien un pou amb forques i una mà de ferro. Era dedicada a vinya, conreu de cereals i ramaderia.